# Dan Steele
Daniel „Dan” Steele (ur. 20 marca 1969 w Moline) – amerykański bobsleista, brązowy medalista olimpijski.

## Kariera
Największy sukces Dan Steele osiągnął w 2002 roku, kiedy wspólnie z Brianem Shimerem, Dougiem Sharpem i Michaelem Kohnem zdobył brązowy medal w czwórkach podczas igrzysk olimpijskich w Salt Lake City. Był to jego jedyny start olimpijski. Nigdy nie zdobył medalu na bobslejowych mistrzostwach świata. Wcześniej Steele uprawiał dziesięciobój, zajmując między innymi ósme miejsce na lekkoatletycznych mistrzostwach świata w Sewilli w 1999 roku czy też zdobywając srebrny medal igrzysk panamerykańskich w Winnipeg.
Jego brat bliźniak, Darrin Steele, także był bobsleistą.